# Реза Ахуді
Реза Надеф Ахуді (перс. رضا احدی; нар. 30 листопада 1962, Тегеран, Іран — пом. 17 січня 2016, Тегеран, Іран) — іранський футболіст та тренер, виступав на позиції півзахисника.

## Життєпис
Вихованець «Естеґлаля», дорослу футбольну кар'єру розпочав 1980 року в першій команді цього клубу. У 1986 році виїхав до Німеччини, де протягом року виступав за «Рот-Вайс» (Ессен). За цей час у 8-и поєдинках Другої Бундесліги відзначився 1 голом. У сезоні 1988/89 років виступав за «Венден» з Вербандсліги. Потім повернувся до «Естеґлаля». Саме з цим клубом досяг найбільшого успіху в кар'єрі, виграв чемпіонат Ірану.
З 1982 по 1984 рік викликався до національної збірної Ірану.
Тренував команди «Естеглал Ахваз», «Абумослем», «Шардарі Занджан», «Ковсар» та «Паям» (Мешхед).
Працював агентом у багатьох іранських футболістів, у тому числі й у Вахіда Талеблу, Хосро Хейдарі та Андраніка Теймуряна.
Помер через внутрішню інфекцію та проблеми з печінкою у віці 53 років.

## Досягнення

### Як гравця
«Естеґлал»
- Про-ліга Перської затоки
  -  Чемпіон (1): 1990